# Castianeira variata
Castianeira variata es una especie de araña araneomorfa del género Castianeira, familia Corinnidae. Fue descrita científicamente por Gertsch en 1942.
Habita en los Estados Unidos y Canadá. La longitud del cuerpo suele ser de 7 a 9 mm, siendo las hembras más grandes. Castianeira variata es similar en apariencia general a C. longipalpus. El caparazón es de color marrón rojizo oscuro a casi negro con finos pelos blancos, más oscuros en los costados.